# Bölkow

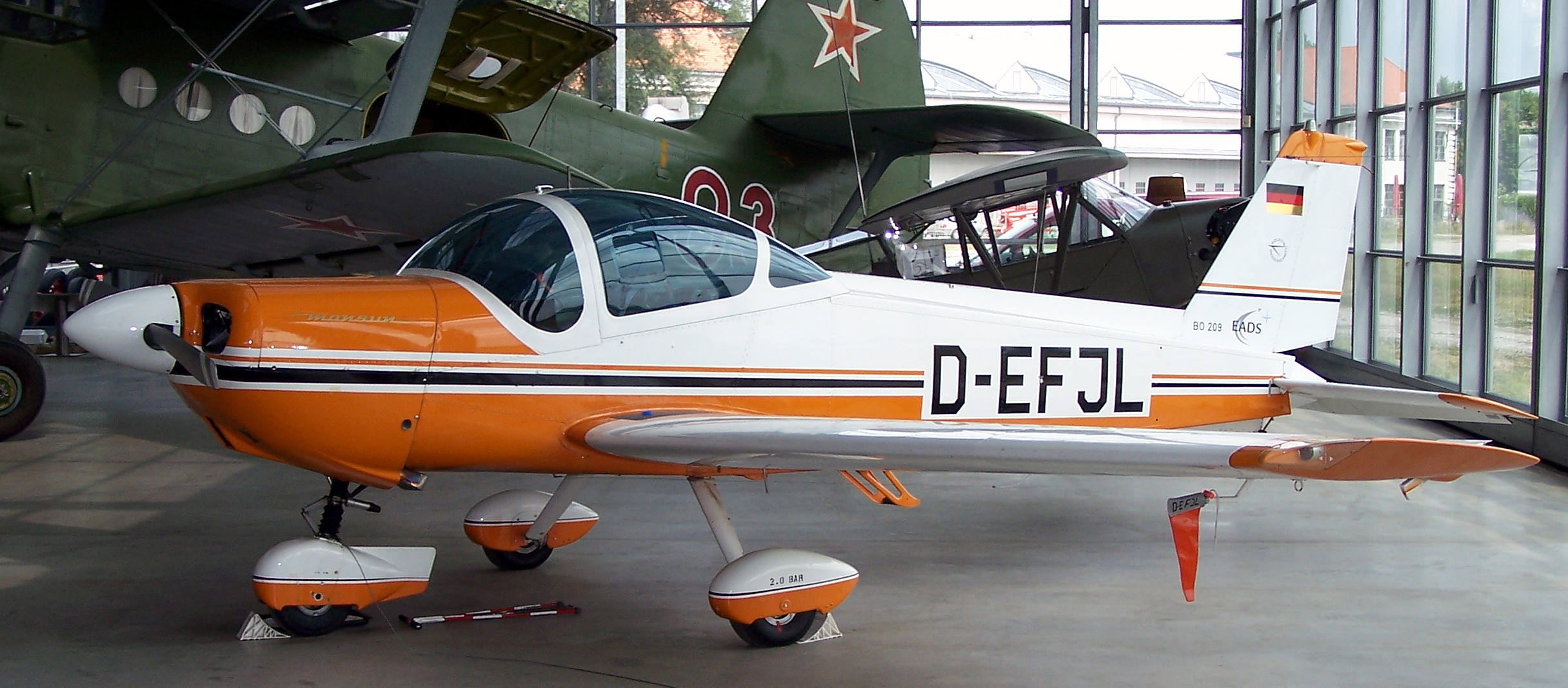
Bölkow 209 Monsun

Bölkow var en tysk flygplans- och helikoptertillverkare i Stuttgart och senare Ottobrunn.
Bölkow grundades som ett verkstadsföretag av ingenjören Ludwig Bölkow och började utveckla flygplan och helikoptrar 1945.
Bölkow gick upp i Messerschmitt-Bölkow-Blohm (MBB) 1968-1969 och 1989 togs MBB över av Daimler-Benzs dotterbolag DASA. DASA och MBB ingår sedan 2000 i den europeiska luft- och rymdfartkoncernen EADS. EADS har ett av sina två huvudkontor i Bölkows gamla huvudort Ottobrunn.